# Чамдалы, Али
Али Чамдалы (нем. и тур. Ali Çamdalı; род. 22 февраля 1984, Дуйсбург, Северный Рейн-Вестфалия) — турецкий и немецкий футболист, игравший на позиции полузащитника; тренер.

## Клубная карьера
Али Чамдалы, родившийся в Германии, начинал играть в футбол в немецком клубе «Дуйсбург 08». Далее он выступал за резервную команду мёнхенгладбахской «Боруссии» в Оберлиге, а затем за вторую команду леверкузенского «Байера» в Региональной лиге «Север».
В середине июля 2007 года Чамдалы перешёл в клуб турецкой Суперлиги «Кайсериспор». 15 марта 2008 года он дебютировал в главной турецкой лиге, выйдя на замену в концовке домашнего поединка против «Генчлербирлиги». В июле 2008 года Чамдалы стал игроком команды Первой лиги «Кайсери Эрджиесспор», а в начале 2010 года — также клуба Первой лиги «Коджаэлиспор». Перед стартом сезона 2010/11 он подписал контракт с «Ордуспором», вышедшем по итогам чемпионата в Суперлигу. 25 января 2012 года Чамдалы впервые забил на высшем уровне, открыв счёт в домашнем матче с «Карабюкспором». 2 марта 2013 года он сделал дубль в домашней игре с «Карабюкспором».
Летом 2013 года Чамдалы перешёл в «Коньяспор». В первом же туре Суперлиги 2013/14 он сравнял счёт в домашней игре с «Фенербахче». 9 апреля 2016 года Чамдалы вновь забил гол в домашнем поединке против «Фенербахче», ставший победным.

## Тренерская карьера
Чамдалы стал главным тренером «Коньяспора» 29 апреля 2024 года. Его срок полномочий был завершен 28 октября 2024 года.

## Достижения
«Кайсериспор»
- Обладатель Кубка Турции (1): 2007/08